# Végh Pál
Végh Pál, teljes nevén Végh Pál Miklós (Budapest, Erzsébetváros, 1906. december 23. – Budapest, Józsefváros, 1974. május 11.) belgyógyász, főorvos, egyetemi magántanár.

## Élete
Végh Gyula Péter (1872–1957) székesfővárosi mérnök és Schőn Gizella Anna (1872–1935) fiaként született. A budapesti Pázmány Péter Tudományegyetemen 1931. szeptember 26-án avatták orvosdoktorrá. A debreceni Tisza István Tudományegyetem Belgyógyászati Klinikájának gyakornokaként kezdte meg orvosi hivatásának gyakorlását. 1934-ben belgyógyász szakvizsgát tett. 1936-tól egyetemi tanársegéd lett. 1942-ben a máj- és epebetegségek kór- és gyógytana című tárgykörből magántanárrá habilitálták.
A második világháború idején Halléba távozott, és ezért visszaérkezésekor az igazolóbizottság állásvesztésre ítélte. A népbíróság azonban a tárgyaláson – amelyen Fornet Béla egyetemi tanár is tanúskodott – megállapította, hogy azért hagyta el az ország területét, mert választania kellett, hogy elmegy, vagy bevonul-e a nyilas hadseregbe. Távozása előtt elrejtette a Belgyógyászati Klinika műszereit, ezért ezek megmenekültek attól, hogy rekvirálják őket.
1946-ban egyetemi adjunktussá nevezték ki. 1950 és 1955 között a Ceglédi Városi Tanács Kórháza belgyógyászati osztályának osztályvezető főorvosa volt. 1955-től haláláig a Pest megyei Tanács Semmelweis Kórháza I. sz. Belgyógyászati Osztályát vezette, s mellette betöltötte a megyei belgyógyász szakfőorvosi tisztet is.
Főleg klasszikus belgyógyászattal, hematológiával, a máj- és epeutak betegségeivel foglalkozott. Körülbelül 50 tudományos közleménye jelent meg. 
Felesége Küchnemann Edit Irma Janka Berta (1907–1979) volt, akivel 1907. január 30-án Budapesten kötött házasságot. Fia dr. Végh Titusz orvos.
Halálát a tüdőverőér rögösödése okozta.
A budapesti Farkasréti temetőben nyugszik.

## Művei
- Konyhasó-megterheléses vizsgálatok egészséges- és betegmájú egyéneken. (Orvosi Hetilap, 1934, 38.)
- Konyhasómegterheléses vizsgálatokallergiás betegségekben. Paul Benővel. (Orvosi Hetilap, 1934, 44.)
- Klinikai tapasztalatok és kísérletes vizsgálatok a syphilitikus vérelváltozások természetére vonatkozólag. Roth Imrével. (Magyar Orvosi Archívum, 1936)
- Májparenchyma és vízforgalom. Paul Benővel. (Orvosi Hetilap, 1936, 18.)
- Allergiás májártalom érdekes esete. (Orvosi Hetilap, 1937, 2.)
- Primaer vulvadiphtheria és typhus abdominalis együttes előfordulása felnőttön. (Orvosi Hetilap, 1939, 17.)
- Az azorubin S próba értéke májbetegségekben. (Orvosi Hetilap, 1941, 13.)
- A familiáris eosinophiliáról. (Orvosi Hetilap, 1941, 13.)
- Fokozott vizelet aldosteron aktivitás virilismushoz vezető mellékvese carcinomában. Weisz Pállal, Gláz Edittel és Sipos Péterrel. (Orvosi Hetilap, 1958, 13.)
- Gyulladás és stress a pluricausatis betegségek koncepciójának megvilágításában. Selye Jánossal, Somogyi Árpáddal. (Orvosi Hetilap, 1967, 52.)